# Tom Stewart
Pour les articles homonymes, voir Stewart.
Pas d'image ? Cliquez ici

a Compétitions nationales et continentales officielles uniquement.

b Matchs officiels uniquement.
Dernière mise à jour le 6 août 2025.
Tom Stewart, né le 11 janvier 2001 à Belfast (Irlande), est un joueur international irlandais de rugby à XV. Il évolue au poste de talonneur au sein de l'effectif de l'Ulster en United Rugby Championship.

## Biographie

### Jeunesse et formation
Tom Stewart naît à Belfast dans la province de l'Ulster. Il est scolarisé au sein de la Belfast Royal Academy (en).
En 2019, il est élu joueur de l'année des écoles de l'Ulster, puis il intègre ensuite l'Academy (centre de formation) de l'Ulster, en juin de la même année, après avoir notamment été capitaine de la catégorie des moins de 18 ans de la province,.
Tom Stewart évolue avec l'équipe d'Irlande des moins de 20 ans dans le cadre du Tournoi des Six Nations des moins de 20 ans 2020. Il participe à trois rencontres, deux en tant que titulaire, avant que la compétition ne soit annulée en raison de la pandémie de Covid-19,.
En janvier 2021, il signe un contrat development (espoir) avec l'Ulster, qui évoluera ensuite en un contrat professionnel senior à partir de la saison 2022-2023.

### Début de carrière professionnelle avec l'Ulster et meilleur marqueur de l'URC (2021-2023)
Tom Stewart est nommé dans l'effectif de l'Ulster pour la saison 2021-2022, il fait ses débuts professionnels en décembre 2021 avec sa province contre les Ospreys lors de la saison 2021-2022 du United Rugby Championship (URC) lorsqu'il entre en jeu à la place de Bradley Roberts,. En février suivant, il retourne aider son club de Ballynahinch RFC en Division 1A qui lutte pour se maintenir. Le mois d'après, de retour avec l'Ulster, il inscrit son premier essai professionnel face à Cardiff Rugby,. Cette saison-là, il dispute cinq rencontres, toutes dans le rôle de remplaçant.
En début de saison 2022-2023 qu'il aborde en tant que joueur professionnel désormais, au mois de septembre 2022, il est retenu avec l'Ulster pour la première rencontre d'URC de la saison contre le Connacht où il connaît sa première titularisation en professionnel et se montre décisif en inscrivant un essai lors la victoire 36 à 10 de son équipe, tout en étant nommé homme du match,. Le même mois, il fait partie d'un groupe de 35 sélectionnés avec l'Emerging Ireland (en), une sélection nationale mise en place pour apporter de l'expérience aux jeunes Irlandais, pour une tournée en Afrique du Sud dans le cadre du Toyota Challenge (en). Il dispute deux des trois rencontres avec cette sélection,. Début novembre, il s'entraine avec l'équipe d'Irlande A (en) (équipe nationale réserve) pour préparer la rencontre contre les All Blacks XV (en) (équipe nationale réserve néo-zélandaise), match qu'il ne dispute pas. Mais aussi, il prolonge son contrat avec la province nord-irlandaise jusqu'en 2026. Le même mois, lors de la huitième journée de l'URC, il inscrit son premier doublé face au Zebre et est une nouvelle fois nommé homme du match. En décembre, il découvre la Champions Cup face aux Sale Sharks en tant que remplaçant, puis dispute sa première rencontre en qualité de titulaire la semaine suivante contre le Stade rochelais où il inscrit également son premier essai dans la compétition. Fin janvier 2023, il est convoqué par Andy Farrell, le sélectionneur de l'équipe d'Irlande, pour la première fois, afin de disputer le Tournoi des Six Nations après la blessure de Rónan Kelleher. Cependant, il ne dispute aucune rencontre. De retour avec sa province dès la deuxième partie du mois de février, il réalise une très bonne fin de saison en URC en inscrivant notamment dix essais en huit rencontres, dont notamment deux doublés consécutifs suivi de deux triplés d'affilée lors de quatre rencontres respectivement face aux Sharks, Cardiff Rugby, les Bulls,, ainsi que les Dragons,. Entre les rencontres d'URC contre Cardiff Rugby et les Bulls, il est notamment rappelé avec l'Irlande pour la dernière journée du Tournoi des Six Nations après les blessures de Dan Sheehan et Kelleher de nouveau, mais il n'est finalement pas retenu sur la feuille de match au profit de Sheehan, finalement disponible, et de Rob Herring, son coéquipier à l'Ulster,. À la fin de la saison, il termine meilleur marqueur d'essais de l'URC avec seize réalisations, battant le précédent record de quatorze essais de Tim Visser et Rabz Maxwane (en) sur une saison,. De plus, il est élu jeune joueur de la saison de l'URC. Mais aussi, il reçoit la récompense de joueur de la saison de l'Ulster. Au total, il prend part à dix-neuf rencontres, dont douze en tant que titulaire, et inscrit dix-sept essais toutes compétitions confondues pour sa première saison complète en professionnel avec sa province. En mai suivant, il est retenu dans la pré-liste irlandaise pour préparer la Coupe du monde 2023 en récompense de sa saison prometteuse. 

### Premières capes avec l'Irlande (depuis 2023)
Le 5 août 2023, Tom Stewart obtient sa première cape internationale lorsqu'il entre en jeu contre l'Italie à la place de son coéquipier à l'Ulster Rob Herring,,. Pour le troisième test match de préparation de l'Irlande, il est nommé en tant que titulaire pour affronter les Samoa. Le 27 août, il ne fait pas partie du groupe des 33 sélectionnés pour la Coupe du monde,.
Pendant la période de la Coupe du monde, il joue ses premiers matchs avec son nouveau club du Terenure College RFC en Championnat d'Irlande. Puis, pour la première journée de l'URC 2023-2024, il est titularisé et nommé capitaine de l'équipe pour la première fois de sa carrière. Durant cette rencontre, il montre l'exemple en inscrivant un doublé décisif permettant à son équipe de s'imposer 40 à 36 sur la pelouse du Zebre avec le bonus offensif. En janvier 2024, il est sélectionné pour le Tournoi des Six Nations mais il ne dispute aucune rencontre. Lors de la deuxième partie de saison, il est plus souvent remplaçant que titulaire. Il termine la saison avec neuf essais marqués pour quatorze titularisations et vingt-deux matchs joués. À l'issue de la saison, il n'est pas sélectionné avec l'Irlande pour la tournée estivale.
Son début de saison 2024-2025 est perturbé par une blessure à la cheville, il n'effectue son retour sur les terrains qu'à la fin novembre en URC contre le Leinster. Après ce match, il souffre de nouveau de la cheville et ne rejoue qu'à la mi-janvier, en Champions Cup contre les Exeter Chiefs. Peu de temps après, il se reblesse et est forfait durant toute la période du Tournoi des Six Nations 2025. En fin de saison, il parvient finalement à enchaîner six matchs d'affilée et porte son total à neuf matchs, dont un seul comme titulaire. Malgré sa saison compliquée, il est convoqué en équipe d'Irlande pour la tournée estivale et dispute les deux matchs en tant que remplaçant.

## Statistiques

### En équipe nationale
Tom Stewart compte 4 sélections dont 1 en tant que titulaire, depuis sa première sélection le 5 août 2023 face à l'Italie.

## Palmarès
- Élu Ulster Schools' Player of the Year en 2019.
- Meilleur marqueur du United Rugby Championship en 2023 (16 essais).
- Jeune joueur de la saison du United Rugby Championship en 2023.
- Joueur de la saison de l'Ulster en 2023.